# Tallans
Tallans ist eine französische Gemeinde mit 47 Einwohnern (Stand: 1. Januar 2022) im Département Doubs in der Region Bourgogne-Franche-Comté.

## Lage und Größe
Das nächstliegende größere Dorf ist Rougemont und die nächstliegende größere Stadt Besançon. Tallans liegt sehr abgelegen, ruhig und relativ nah an der Schweiz.
Tallans erstreckt sich über eine Fläche von 4 km².

## Bevölkerungsentwicklung
| Jahr                       | 1962 | 1968 | 1975 | 1982 | 1990 | 1999 | 2007 | 2016 |
| Einwohner                  | 12   | 13   | 20   | 31   | 25   | 26   | 25   | 49   |
| Quellen: Cassini und INSEE |      |      |      |      |      |      |      |      |